# Donald Bell
Donald Bell (Burnaby, Columbia Britànica, 19 de juny de 1934) és un baix-baríton canadenc i mestre de cant.
Durant més de quatre dècades que porta a terme activament concerts i òperes internacionals. Es va retirar de l'actuació el 1994. Com a pedagog vocal que ha investigat i publicat estudis sobre l'acústica vocals i la funció laríngia. És el fundador del Grup de Recerca Acústica Vocal Arts de la Universitat de Calgary on s'exerceix actualment en la Facultat de Cant.

## Biografia
Bell es va graduar de l'Alta Escola del Sud Burnaby el 1952. Va començar els seus estudis de veu en la seva joventut amb el director i educador Nancy Paisley Benn. Mentre estudiava amb Benn va fer el seu debut professional el 1948 a l'edat de 14 anys com a solista amb l'Orquestra Simfònica de Vancouver. Llavors estava actiu com recitalista i cantant en CBC Ràdio mentre que encara era estudiant de secundària. Després dels estudis secundaris, va continuar actuant i estudiar amb Benn, mentre treballava per a una fàbrica de fusta contraxapada de Vancouver durant poc temps.
El 1953 Bell va entrar al Royal College of Music de Londres amb una beca. Va obtenir el seu Diploma Artístic RCM, el 1955 va ser guardonat amb el Premi Harriet Cohen i medalla commemorativa Arnold Bax. Va continuar els seus estudis a Berlín amb Hermann Weissenborn de 1955 a 1957. Més tard va estudiar cant amb Judith Boroschek a Düsseldorf (1967 a 1976), i amb Richard Miller al Conservatori de Música Oberlin de 1985 a 1990.
Bell va fer el seu debut professional en l'òpera, al Festival de Glyndebourne el 1955, que va ser seguit per actuacions en aquest mateix any a l'Òpera Estatal de Berlín. De 1958 a 1961 va ser escoltat aquell any al Festival de Bayreuth com el vigilant nocturn d'Els mestres cantaires de Nuremberg de Richard Wagner. Es va presentar al Festival de Berlín el 1958 en l'Òpera abstracta Boris Blachers. El 1961 va interpretar el rol de Ford al Falstaff de Giuseppe Verdi en una producció de televisió CBC protagonitzada per Louis Quilico en el paper principal.
Durant la dècada de 1950 i principis de 1960 Bell va ser sentit amb freqüència com a solista en obres corals-orquestrals amb les principals orquestres simfòniques. El 1958 va aparèixer amb l'Orquestra Filharmònica de Berlín en Passió segons sant Mateu de Johann Sebastian Bach. El 1959 va ser solista en dues presentacions diferents de El Messies de Georg Friedrich Handel: un a Lucerna amb el director Thomas Beecham i l'altre a Berlín sota la direcció de Malcolm Sargent. Aquest mateix any va actuar com a solista amb la Philadelphia Orchestra sota Eugene Ormandy en concerts d'Oratori de Nadal de Bach en l'Acadèmia de Música de Filadèlfia i al Carnegie Hall de Nova York. Va fer la seva primera aparició amb l'Orquestra Filharmònica de Nova York al cantar en el concert inaugural del Philharmonic Hall del Lincoln Center (ara David Geffen Hall) el 28 de setembre de 1962 amb la realització de Leonard Bernstein.
El 1961 Bell va realitzar una gira a Israel i el 1963 realitza una gira per la Unió Soviètica. Es va traslladar a Düsseldorf el 1964, on va treballar durant els propers tres anys com a artista resident a la Deutsche Oper am Rhein. En aquest teatre d'òpera que va cantar tals papers com Amfortas al Parsifal, el comte Almaviva en Les noces de Fígaro, Kurwenal en Tristany i Isolda, Mefistòfil al Faust, Wolfram en Tannhäuser, i el paper principal en Don Giovanni, entre d'altres. El 1973 va realitzar el paper d'Alfred en l'estrena britànic d'Alten Der Besuch Dame de Gottfried von Einem en el Festival de Glyndebourne. A l'any següent va cantar la part de Catilina en l'estrena de The Catiline Conspiracy d'Iain Hamilton teatre de l'Òpera Escocesa.
Bell es va retirar d'actuar en públic el 1994. Es va unir a la facultat de la veu en el departament de música de la Universitat de Calgary el 1982. Es va convertir en un professor de temps complet en aquesta institució el 1991.